# أوسكار أورينا
أوسكار أورينا (بالإسبانية: Oscar Ureña) هو لاعب كرة قدم إسباني، ولد في 31 مايو 2003 في فيغيراس في إسبانيا.

## وصلات خارجية
- أوسكار أورينا على موقع قاعدة بيانات كرة القدم.إي يو (الإنجليزية)
- أوسكار أورينا على موقع Soccerway.com (الإنجليزية)